# 辜母薛太夫人墓

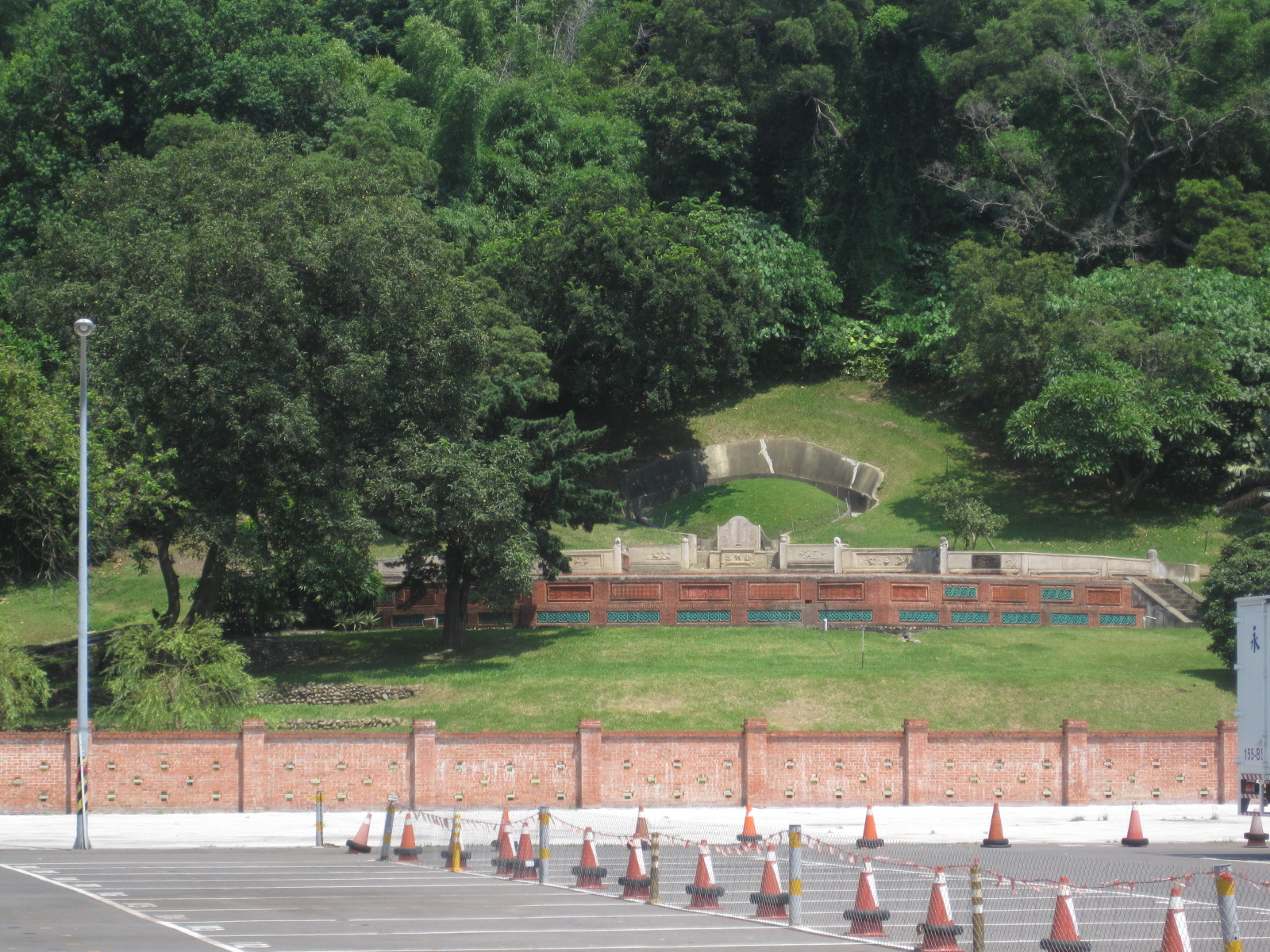
位在八卦山山腳的辜母薛太夫人墓，前方為停車場。

辜母薛太夫人墓位於臺灣彰化縣彰化市八卦山山腳下，在彰化公會堂與八卦山紅毛井的旁邊，是辜顯榮母親薛麵的墳墓。該墓建於日治時期的明治三十七年（1904年），方位坐東朝西，格局為二曲手三院埕，曲手上的磚雕、石雕以「四聘」、「二十四孝」、「忠孝廉節」為題材。